# Idrottsföreningen Kamraterna Göteborg 2025
Questa voce raccoglie le informazioni riguardanti l'Idrottsföreningen Kamraterna Göteborg, meglio conosciuto come IFK Göteborg, nelle competizioni ufficiali della stagione 2025.

## Maglie e sponsor
Prosegue la continuità sulle divise: Craft resta infatti sponsor tecnico per il sesto anno consecutivo, mentre Serneke accompagna la squadra come main sponsor per la settima stagione di fila.

## Rosa
| N. |                      | Ruolo | Calciatore                 |
| -- | -------------------- | ----- | -------------------------- |
| 1  | Svezia (bandiera)    | P     | Pontus Dahlberg            |
| 3  | Svezia (bandiera)    | D     | August Erlingmark          |
| 4  | Ghana (bandiera)     | D     | Rockson Yeboah             |
| 5  | Danimarca (bandiera) | D     | Jonas Bager                |
| 6  | Norvegia (bandiera)  | D     | Anders Trondsen            |
| 7  | Danimarca (bandiera) | A     | Sebastian Clemmensen       |
| 8  | Svezia (bandiera)    | C     | Imam Jagne                 |
| 9  | Danimarca (bandiera) | A     | Max Fenger                 |
| 10 | Svezia (bandiera)    | A     | Hussein Carneil            |
| 13 | Svezia (bandiera)    | C     | Gustav Svensson (capitano) |
| 14 | Norvegia (bandiera)  | C     | Tobias Heintz              |
| 15 | Danimarca (bandiera) | C     | David Kruse                |
| 16 | Svezia (bandiera)    | A     | Linus Carlstrand           |

| N. |                           | Ruolo | Calciatore             |
| -- | ------------------------- | ----- | ---------------------- |
| 17 | Norvegia (bandiera)       | C     | Eman Markovic          |
| 18 | Svezia (bandiera)         | D     | Felix Eriksson         |
| 19 | Albania (bandiera)        | C     | Arbnor Muçolli         |
| 21 | Svezia (bandiera)         | C     | Adam Carlén            |
| 22 | Svezia (bandiera)         | D     | Noah Tolf              |
| 23 | Islanda (bandiera)        | C     | Kolbeinn Þórðarson     |
| 24 | Costa d'Avorio (bandiera) | C     | Abundance Salaou       |
| 25 | Svezia (bandiera)         | P     | Elis Bishesari         |
| 26 | Svezia (bandiera)         | C     | Benjamin Brantlind     |
| 28 | Svezia (bandiera)         | C     | Lucas Kåhed            |
| 29 | Danimarca (bandiera)      | D     | Thomas Santos          |
| 30 | Svezia (bandiera)         | C     | Ramon Pascal Lundqvist |
| 31 | Svezia (bandiera)         | P     | David Mikhail          |